# در خرابات مغان
در خرابات مغان دومین رمان داریوش مهرجویی که توسط نشر قطره در سال ۱۳۹۱ چاپ گردید.
مهرجویی در دومین رمانش کوشیده است با گره زدن اندیشه‌ها در بافت روایت داستانی خود به این موضوع بپردازد که با این همه دشمنی وخشونت  واختلاف مذهبی ومسلکی می‌توان در کنار هم با عشق زندگی کرد؟آیا میتوان بری از مسائل سیاسی به عشق و دین و عرفان پرداخت؟در این رمان دو دلداده ی دانشجوی دانشگاه پنسلیلوانیا در فیلادلفیا که یک پسر ایرانی مسلمان ویک دختر کاتولیک ایتالیایی تبار را شامل می‌شوند,درکشاکش اندیشه و ایمان درگیر عشق عمیقی می‌شوند و می خواهند به زندگی مشترک بپردازند تا این که رویداد خونبار ۱۱ سپتامبر پیش می‌آید.
آن‌ها به سیاست کاری ندارند. ایا سیاست با زندگی و عشق و ایمان این دو دلداده کنار می‌آید؟
در توضیح این رمان میتوان گفت : درباره ی عشق و دین و فلسفه و سیاست و خشونت و... زندگی!